# Honda CB50
La CB50 fue una motocicleta o ciclomotor (dependiendo de las regulaciones de cada país) pensada para su uso en la ciudad y tramos cortos, fabricada y comercializada por Honda desde 1971 hasta 1982 nombre en distintos países del mundo.

## Historia
Presentada inicialmente en Japón a mediados de 1971, fue también exportada a Brasil a inicios de 1973. Para cumplir con las regulaciones europeas y poder ser comercializada como ciclomotor en países como Alemania, algunas de sus prestaciones mecánicas fueron limitadas.